# Maisnières
Maisnières är en kommun i departementet Somme i regionen Hauts-de-France i norra Frankrike. Kommunen ligger i kantonen Gamaches som tillhör arrondissementet Abbeville. År 2022 hade Maisnières 477 invånare.

## Befolkningsutveckling
Antalet invånare i kommunen Maisnières
| Referens: INSEE |